# NGC 5893
NGC 5893 (również PGC 54351 lub UGC 9774) – galaktyka spiralna z poprzeczką (SBb), znajdująca się w gwiazdozbiorze Wolarza. Odkrył ją William Herschel 9 kwietnia 1787 roku.